# 2-3-0

Схематичное изображение колёс паровоза типа 2-3-0

Тип 2-3-0 — паровоз с тремя движущими осями в одной жёсткой раме и двумя бегунковыми осями.
Методы записи для разных классификаций:
- Международная (UIC): 2C
- Американская: 4-6-0
- Испанская и французская: 230
- Российская: 2-3-0
- Швейцарская: 3/5

## Примеры паровозов

### Российская империя

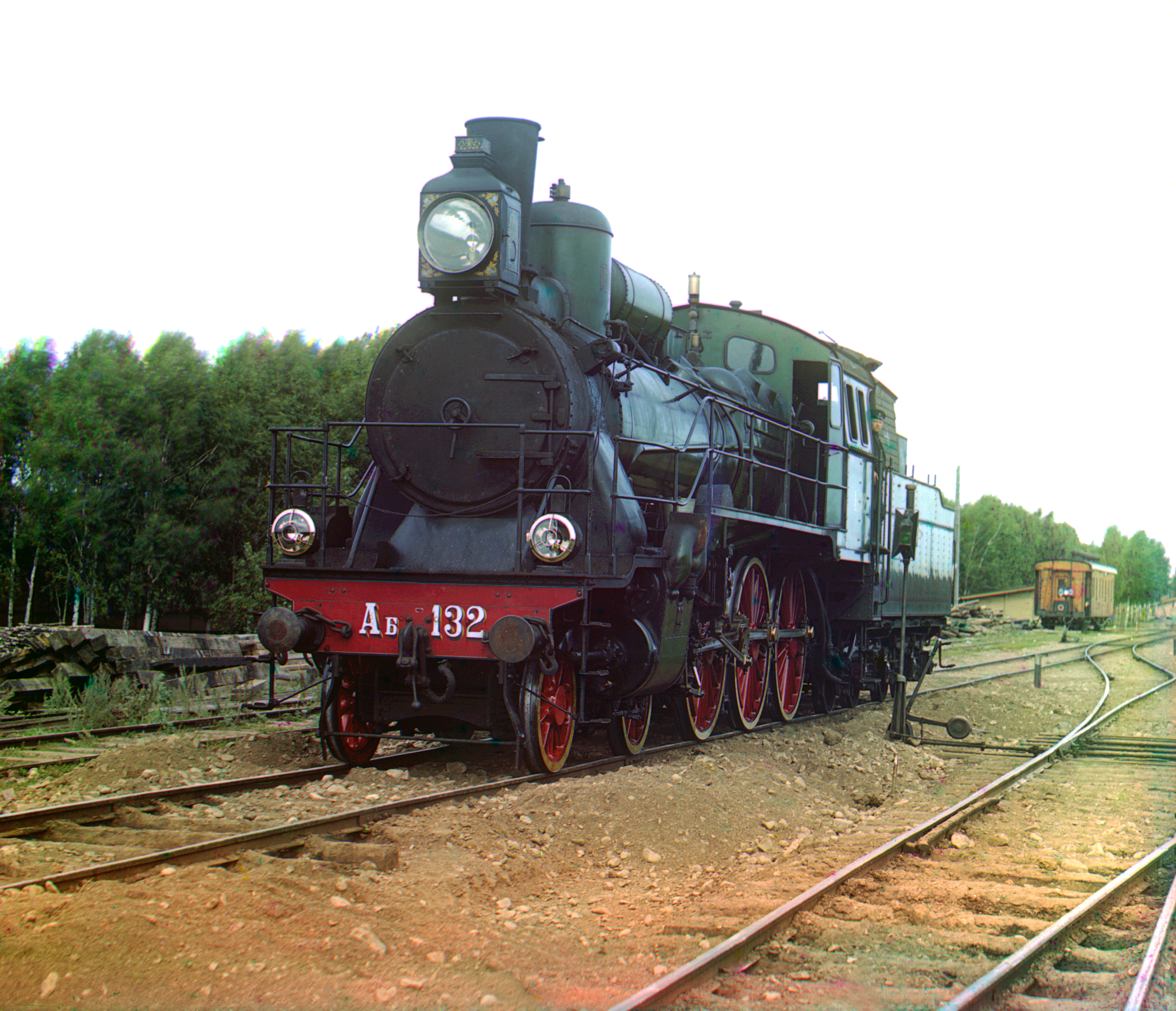
Паровоз А_{б}132 (Б51). Фото С. М. Прокудина-Горского

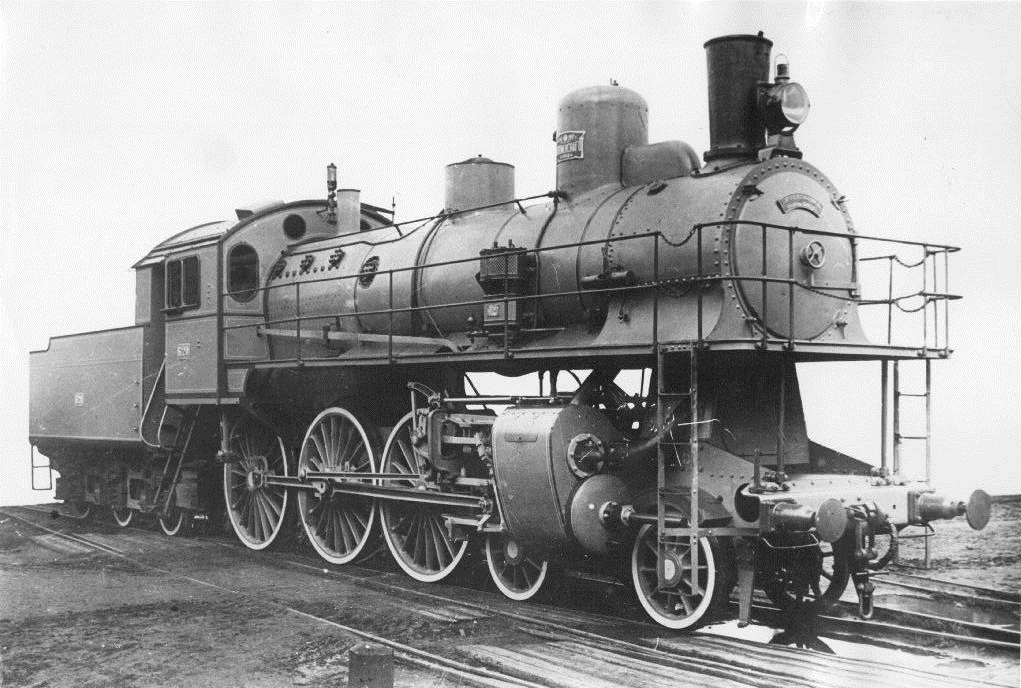
Паровоз К^{у}

Пассажирские паровозы типа 2-3-0 появились в Российской империи почти наравне с серийным выпуском пассажирских паровозов типа 1-3-0, так как по мнению многих дорог они оказывали меньшее воздействие на путь. Первые паровозы типа 2-3-0 в стране выпустил в 1892 году Коломенский завод для Владикавказской железной дороги. Это были локомотивы весом около 60 тонн, из которых около 40 тонн приходились на сцепной вес, с диаметром движущих колёс 1830 мм и с парораспределительным механизмом Джоя. С 1894 по 1896 год такие же паровозы, но с незначительными переделками, поступили на ряд других дорог. В 1896 году парораспределительный механизм был заменён с Джоя на Вальсхарта, после чего ряд заводов (Геншель, Коломенский, Сормовский, Луганский и Брянский) начали крупносерийную поставку таких локомотивов дорогам. В 1912 году все паровозы данного типа с парораспределительными механизмами Джоя и Вальсхарта получили обозначения серии соответственно Ад и Ав. Всего было выпущено 533 паровоза серии А, из них 432 — разновидности Ав. С 1896 по 1899 из США поступила партия паровозов типа 2-3-0 производства Baldwin Locomotive Works (с 1912 — серия В), а в 1899—1916 гг. американские заводы поставили партию паровозов серии H на Финляндскую железную дорогу.
С середины 1890-х паровозы типа 2-3-0 уже достаточно широко выпускались рядом российских заводов и поступали на различные дороги. В том числе (обозначения даны по системе 1912 года):
- Г — по конструкции были унифицированы (котёл, паровая машина) с грузовыми паровозами серии Ш типа 1-4-0. Строились в 1901—1903 гг. Брянским и Харьковским заводами
- Ж — отличались от А уменьшенным диаметром движущих колёс (с 1830 до 1700 мм), выпускались в 1896 (завод Геншель) и в 1903—1909 гг. (Невский и Харьковский заводы). В 1905 году несколько паровозов производства завода Геншель были переделаны в танк-паровозы и впоследствии получили обозначение Ъг.
- З — паровозы Ж, оборудованные парперегревателями. Также партию выпустил Коломенский завод.
- У — единственные паровозы в стране с четырёхцилиндровой паровой машиной-компауд системы Де Глена. Выпускались Путиловским заводом в 1906—1912 гг.
- Б — более мощная версия Г, строились в 1907—1914 гг. Брянским и Луганским заводами. На момент выпуска был самым быстрым паровозом в стране (до 125 км/ч).
- К — усиленная (за счёт повышения сцепного веса) модификация паровоза З. Строились в 1907—1912 гг. преимущественно Коломенским и Путиловским заводами.
  - паровозы Ку — от К отличался более развитым паровым котлом и заметно увеличенным диаметром движущих колёс (до 1900 мм). Выпускались в 1911—1914 гг. Коломенским заводом и имели самый высокий паровой котёл среди всех русских дореволюционных паровозов.

Также во время Второй мировой войны (Польский поход, Великая Отечественная война) на уже советские железные дороги попало достаточно большое число трофейных паровозов польского (серии Ok1, Ok22) и немецкого (серия P8) производства.
В настоящее время на территории России сохранились лишь 2 паровоза типа 2-3-0: H2-293 (Финляндский вокзал, Санкт-Петербург) и У127 (музейный павильон у Павелецкого вокзала, Москва).

## В культуре
К данному типу относится паровоз, который вёл «Хогвартс-Экспресс» из фильмов о Гарри Поттере, а также паровоз Дока из фильма «Назад в будущее 3».